# E. F. Schute
E. F. Schute foi um pintor cuja nacionalidade é incerta, com fontes oscilando entre uma origem alemã, austríaca ou suíça. Sabe-se que esteve no Nordeste do Brasil durante o século XIX, onde deixou algumas obras em Pernambuco, hoje perdidas. Considera-se que tenha sido um pintor amador, influenciado pelo romantismo alemão e um direcionamento à noção do "sublime" na natureza, fato que remete sua obra a Caspar David Friedrich (1774-1840).

## Obra remanescente

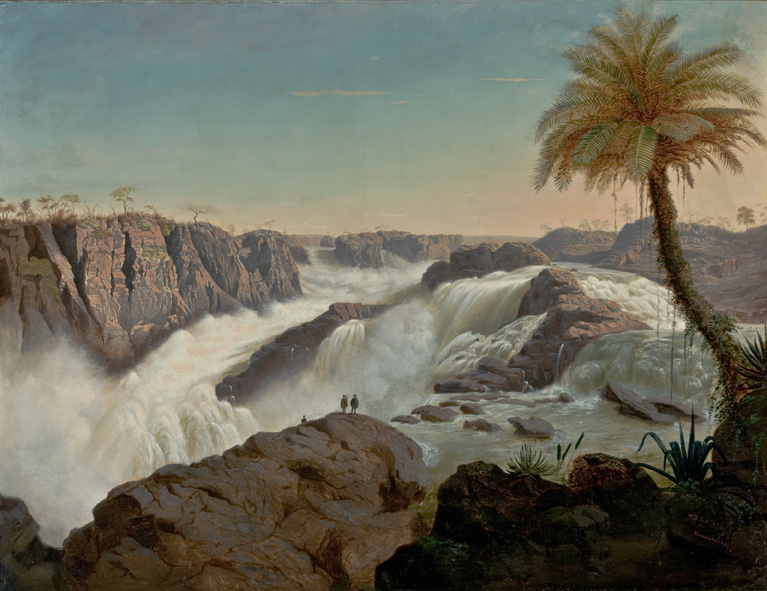
Cachoeira de Paulo Afonso, 1850

Uma de suas raras obras remanescentes, a Cachoeira de Paulo Afonso é de inspiração romântica, com personagens de costas para o espectador e fundidas na paisagem, como se estivesse a convidar o espectador a uma experiência de identificação com a natureza. Devido às semelhanças de sua obra com a obra de Stahl, especula-se que E. F. Schute tenha sido um dos pintores do ateliê de Theophile Auguste Stahl. Tal como o título da própria obra sugere, a pintura retrata a cachoeira de Paulo Afonso, um conjunto de quedas d'água localizado no Rio São Francisco, na altura do município baiano de Paulo Afonso. A cachoeira ambém foi retratada por Frans Post em pintura homônima.

## Leituras adicionais
- O pitoresco e o sublime na paisagem brasileira: a Cachoeira de Paulo Afonso - Pernambuco de E. F. Schute